# One Day Son, This Will All Be Yours
One Day Son, This Will All Be Yours è il secondo album in studio del gruppo musicale britannico Fightstar, pubblicato nel 2007.

## Tracce
1. 99 – 4:05
2. We Apologise for Nothing – 4:13
3. Floods – 3:34
4. One Day Son – 4:13
5. Deathcar – 3:58
6. I Am the Message – 2:59
7. You & I (feat. Rachel Haden) – 4:16
8. Amaze Us – 4:30
9. H.I.P. (Enough) – 3:00
10. Tannhäuser Gate – 3:20
11. Our Last Common Ancestor – 3:56
12. Unfamiliar Ceilings (feat. Rachel Haden) – 4:07

## Formazione
Gruppo
- Charlie Simpson - voce, chitarra, tastiere
- Alex Westaway - chitarra, voce
- Dan Haigh - basso
- Omar Abidi - batteria, percussioni

Collaboratori
- Rachel Haden - cori
- Matt Bowen - violino
- Maria Renee Scherer - violoncello